# Chêne-Pâquier
Chêne-Pâquier es una comuna de Suiza perteneciente al distrito de Jura-Nord vaudois del cantón de Vaud.
En 2018 tenía una población de 141 habitantes.
Se conoce la existencia de la localidad en documentos desde 1462, cuando se menciona con el topónimo de Pascua como una localidad del señorío de Saint-Martin-du-Chêne. El pueblo es conocido por albergar uno de los primeros templos construidos por los protestantes en el país, del siglo XVII y con una peculiar planta elíptica, declarado bien cultural de importancia nacional.
Se ubica unos 10 km al este de Yverdon-les-Bains.